# Rivolta di Mitilene
La rivolta di Mitilene è il nome dato al tentativo, da parte di Mitilene, di unificare l'isola di Lesbo sotto il suo controllo, ribellandosi all'impero ateniese. Nel 428 a.C. il governo di Mitilene pianificò una ribellione coordinata con Sparta, con la Beozia e con alcune altre poleis dell'isola, cominciando a fortificare la città e accumulando viveri per resistere a una guerra prolungata. Questi preparativi furono interrotti dalla flotta ateniese, che era stata avvertita del complotto, e gli abitanti di Mitilene inviarono un rappresentante ad Atene per discutere di una soluzione, ma contemporaneamente ne inviarono anche uno a Sparta, chiedendo rinforzi.
Il tentativo di raggiungere un accordo con Atene non ebbe successo, poiché gli Ateniesi non erano disposti a consentire che la città di Metimna, loro fedele alleata, venisse presa da Mitilene; quindi bloccò quest'ultima con la sua flotta. Sparta, anche se accettò di inviare il supporto e preparò una flotta, fu intimidita da una dimostrazione ateniese di forza e non agì fino al 428 a.C.
A seguito della resa degli abitanti di Mitilene, ebbe luogo ad Atene un acceso dibattito sulla sorte dei ribelli: la fazione più radicale, capeggiata da Cleone, sostenne la necessità di condannare a morte tutta la popolazione maschile e di ridurre in schiavitù donne e bambini; altri, tra cui Diodoto, figlio di Eucrate, sostenevano che solo i soggetti più compromessi dovessero essere messi a morte. L'Ecclesia vacillò: il primo giorno decretò l'uccisione in massa, in seguito ritrattò l'ordine e accolse la proposta di Diodoto. In conclusione, dell'intera popolazione furono giustiziate 1 000 persone; numero che, comunque, diversi storiografi ritengono esagerato e dovuto ad un fraintendimento dei copisti.

## Preludio
Se non diversamente specificato i dati provengono da Tucidide, "Guerra del Peloponneso", III, 2.
La città di Mitilene, membro della Lega di Delo, era governata da una élite di tipo oligarchico più vicina alla conservatrice Sparta che ad Atene e difatti, al momento dello scoppio della guerra del Peloponneso, nel 430 a.C., aveva inviato ambasciatori presso gli spartani chiedendo l'ammissione alla Lega del Peloponneso. Sparta, tuttavia, ritenendo di non essere in grado di sostenere militarmente la città, decise di declinare l'offerta.
Due anni dopo, i leader di Mitilene ritennero che i tempi erano ormai maturi per una ribellione ed ottennero l'appoggio della Beozia e di Sparta stessa allo scopo non soltanto di affrancarsi dal regime di Atene ma anche di sottomettere a Mitilene le altre poleis dell'isola di Lesbo in modo da creare un'unità politica più salda (principale timore degli Ateniesi che, in effetti, tendevano a praticare una politica di "divide et impera").
Tali propositi, inoltre, sembravano ulteriormente avvantaggiati dal fatto che, a differenza delle altre città appartenenti alla Lega di Delo, Mitilene aveva conservato la propria flotta militare e temeva che, con l'acuirsi degli scontri, Atene potesse imporre alla città il pagamento di un tributo.
Dunque, i Mitilenensi iniziarono a rafforzare le fortificazioni, a raccogliere risorse e a reclutare mercenari ma, prima che tali preparativi fossero completati, diversi abitanti di Tenedo e alcuni notabili della fazione democratica, divulgarono la notizia e misero in allarme Atene.

## Svolgimento

### Mosse iniziali

L'impero ateniese alla vigilia della Guerra del Peloponneso

Gli Ateniesi, ancora affetti dalla peste, in quel periodo si dibattevano in gravi difficoltà economiche e finanziarie e pertanto cercarono di negoziare un compromesso con gli abitanti di Mitilene ma, poiché questi rifiutarono di deporre il progetto di unificare Lesbo, si rassegnarono ad inviare una flotta.
Come prima misura, infatti, gli Ateniesi presero il controllo delle dieci navi di Mitilene che servivano nella flotta della Lega di Delo e ne internarono gli equipaggi ad Atene, poi inviarono una squadra navale presso la città ribelle con lo scopo di conquistarla approfittando di una festa religiosa in onore di Apollo Maloento nel corso della quale gli abitanti si sarebbero recati fuori città.
Tale piano, tuttavia, fu predisposto dall'assemblea pubblica e, pertanto, risultò impossibile mantenere il segreto: il giorno della festa, i Mitilenensi rimasero in città a presidiare le mura impedendo l'ingresso agli Ateniesi; giunti nei pressi della città, gli Ateniesi inviarono messaggeri offrendo la pace in cambio dell'abbattimento delle mura e della consegna della flotta.
I Mitilenensi, in risposta, inviarono la loro flotta ad attaccare quella avversaria ma furono respinti; gli Ateniesi, quindi, avanzarono verso il porto, spingendo il governo di Mitilene ad accettare un negoziato, non tanto per giungere ad un accordo definitivo, quanto piuttosto per guadagnare tempo sufficiente ed assicurarsi l'appoggio spartano.

### Fallimento dei negoziati
I negoziati furono brevi e senza esito: i Mitilenensi offrirono di restare alleati di Atene e di contribuire allo sforzo bellico qualora Atene avesse ritirato la propria flotta da Lesbo cosa che implicitamente implicava l'abbandono, da parte di Atene, della piazzaforte di Metimna. Tale condizione era semplicemente inaccettabile per gli Ateniesi dal momento che avrebbe comportato l'impossibilità di proteggere il proprio impero e pertanto l'offerta fu respinta.
Una volta falliti i negoziati, l'intera isola di Lesbo, tranne la fedele Metimna, defezionò da Atene mentre gli abitanti di Mitilene, dopo aver radunato un esercito, fecero una sortita contro gli ateniesi: lo scontro vide la vittoria dei ribelli che, tuttavia, preferirono non inseguire gli Ateniesi e ritrarsi al sicuro in città prima di sera.
A questo punto gli Ateniesi, incoraggiati dalla mancanza di iniziativa da parte dei loro nemici, una volta giunte le truppe che avevano richiesto agli alleati, posero due campi fortificati, uno per ogni lato del porto di Mitilene, bloccandone l'attività (in ogni caso, i ribelli mantenevano il controllo dell'entroterra dell'isola)

### Sparta vacilla
Subito dopo la vittoria sugli Ateniesi, i Mitilenensi inviarono una ambasciata presso Spartani e Beoti implorandone un rapido soccorso; tale spedizione non ottenne alcun successo poiché gli Spartani subordinarono l'invio di rinforzi ad una deliberazione del congresso della Lega Peloponnesiaca che si sarebbe tenuto ad Olimpia dopo l'estate.
Nel corso della riunione, i delegati di Mitilene sostennero le ragioni della propria rivolta e sottolinearono la debolezza di Atene e la necessità di indebolirne l'impero da cui essi traevano danaro e risorse; gli Spartani ed i loro alleati approvarono, accettarono l'adesione di Lesbo alla lega e disposero l'immediato invio di rinforzi provenienti da tutti gli aderenti.
(Incipit dell'orazione pronunziata dagli ambasciatori di Mitilene al congresso di Olimpia, Tucidide, "Guerra del Peloponneso", III, 9)
Secondo quanto deliberato ad Olimpia, gli stati aderenti alla Lega Peloponnesiaca avrebbero dovuto inviare i rispettivi contingenti all'Istmo di Corinto onde avanzare verso Atene per distogliere gli Ateniesi da Lesbo: gli Spartani furono i primi ad arrivare ma gli alleati, stanchi del reclutamento massiccio (erano già stati mobilitati ad inizio maggio) e timorosi di perdere il raccolto, furono assai più lenti.
Frattanto, gli Ateniesi, consapevoli che l'intervento spartano era dovuto alle richieste di Mitilene, nonostante la debolezza militare, armarono 100 triremi reclutando negli equipaggi anche gli zeugiti (piccoli proprietari terrieri che, solitamente servivano come opliti) e perfino i meteci mentre i teti furono arruolati come rematori.
Assemblata la flotta, gli Ateniesi fecero una dimostrazione davanti all'istmo lasciando intendere di voler attuare uno sbarco; gli Spartani, convinti che si sarebbero trovati di fronte solo le trenta navi che solitamente venivano inviate a saccheggiare le coste del Peloponneso, ne furono sbigottiti e disposero l'immediato ritiro del loro contingente: ritenevano impossibile prendere il mare per soccorrere i Mitilenesi mentre le loro coste venivano continuamente devastate.
Con il ritiro degli Spartani, gli ateniesi fecero lo stesso: imposero alle città della Lega di Delo di armare quaranta navi e armarono un contingente militare allo scopo di stroncare la ribellione

### Combattimenti a Lesbo

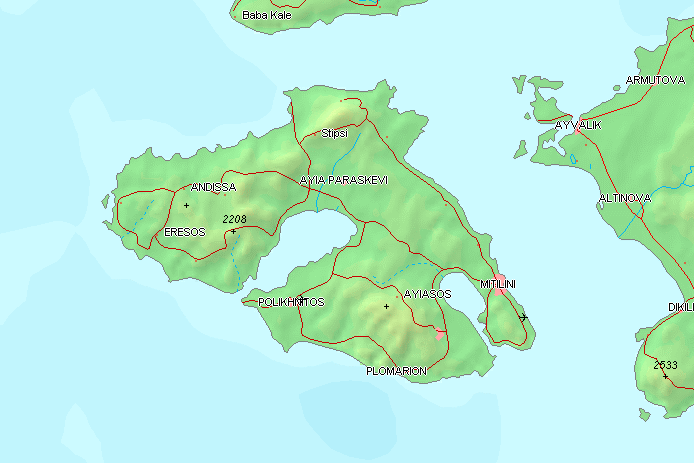
Mappa dell'isola di Lesbo

Mentre il corpo di spedizione spartano era di stanza nei pressi dell'Istmo di Corinto per gli ultimi preparativi, gli abitanti di Mitilene ed i loro alleati lanciarono un attacco contro la città di Metimna, sperando che la città potesse arrendersi o che la fazione anti-ateniese riuscisse ad aprire le porte e fare entrare le truppe.
In ogni caso, nulla di tutto ciò accadde e l'attacco fu prontamente respinto: i Mitilenensi, piuttosto che impegnarsi in un difficile assedio, preferirono aiutare i loro alleati a rinforzare le loro fortificazioni per poi ritirarsi definitivamente nella loro città; gli abitanti di Metimna, invece, decisero di espugnare Antissa, piccola cittadina alleata di Mitilene, e furono respinti.
A questo punto gli Ateniesi, rendendosi conto che la loro forza a Lesbo era insufficiente a far fronte ai Mitilenensi, inviarono altri 1000 opliti di rinforzo, grazie ai quali riuscirono ad ottenere il controllo delle campagne intorno a Mitilene e a costruire una muraglia ossidionale, completando il blocco della città.

### Assedio e tentativi di soccorso
L'assedio di Mitilene, tuttavia, si dimostrò estremamente costoso per un'Atene prostrata dalla peste e dalla consequenziale crisi demografica e finanziaria e, pertanto, fu fatto ricorso a due misure straordinarie.
In primo luogo, gli Ateniesi istituirono una eisphora, imposta diretta sul reddito dei cittadini; la prima di questo genere dal momento che gli antichi greci ritenevano tali imposte gravissime limitazioni alla loro libertà personale.
In secondo luogo, gli Ateniesi elevarono i tributi imposti agli alleati e decisero di inviare dodici triremi per assicurarne la riscossione con diversi mesi di anticipo rispetto ai tempi consueti; tali iniziative generarono forti malcontenti ed uno dei comandanti delle navi ateniesi fu ucciso nel corso della operazione di esazione in Caria.
Nell'estate del 427 a.C., gli Spartani ed i loro alleati, allo scopo di alleviare la pressione di Atene su Mitilene, diedero il via ad una spedizione anfibia contro l'Attica che ben presto superò per durata e forza distruttiva quella attuata tre anni prima da Archidamo II e disposero l'invio a Mitilene di una flotta di 42 navi. In breve, i Peloponnesiaci erano convinti che Atene non avrebbe mai potuto affrontare contemporaneamente due spedizioni militari e che sarebbero stati costretti a ritirarsi da Mitilene.

### Capitolazione
Tuttavia, al di là degli sforzi compiuti dai Peloponnesiaci, Mitilene era ormai difficilmente difendibile dal momento che i rifornimenti alimentari alla città erano stati bloccati e le scorte si stavano deteriorando; gli spartani, comunque, inviarono un loro rappresentante, Saleto, affinché assumesse il comando delle difese di Mitilene fino all'arrivo dei rinforzi.
A causa della scarsità di viveri, Saleto decise di tentare una sortita e, a tale scopo, comandò di distribuire un'armatura oplitica a tutti coloro che servissero nella fanteria leggera.
Completata tale operazione, però, diversi cittadini si ammutinarono chiedendo che venissero distribuite subito le razioni rimaste e minacciando di accordarsi con gli ateniesi se non fossero stati ascoltati; i membri del governo di Mitilene, rendendosi conto dell'impossibilità di evitare le richieste e che, se i rivoltosi si fossero accordati con gli ateniesi, difficilmente avrebbero ottenuto condizioni favorevoli, contattarono il comandante ateniese ed offrirono la resa della città a condizione che nessun cittadino fosse imprigionato, schiavizzato o messo a morte fino a quando non si fossero presentati ad Atene.

### Fallimento della spedizione di soccorso
Mentre si svolgevano questi eventi, la spedizione di soccorso peloponnesiaca, forte di 42 navi, sotto il comando del navarca spartano Alcida, avanzava lentamente e con estrema cautela riuscendo ad oltrepassare Delo e ad arrivare ad Eritre, sulla costa della Ionia, ma ormai era troppo tardi: Mitilene era caduta appena due giorni prima.
Il comandante del contingente di Elide sostenne l'ipotesi di lanciare un attacco a sorpresa contro gli ignari Ateniesi, argomentando che costoro, avendo preso la città da pochissimi giorni, sarebbero rimasti fuori dal centro abitato ove erano più vulnerabili; Alcida, invece, non solo respinse il piano ma rifiutò anche l'opzione di conquistare alcune posizioni nella Ionia allo scopo di fomentare la rivolta degli alleati ateniesi e decise di rientrare in patria navigando lungo la Ionia.
Pochi giorni dopo, nei pressi della città di Claro, la flotta peloponnesiaca fu scorta dalla flotta ateniese e dalle navi messaggere, Paralo e Salamina ma in ogni caso non vi fu battaglia: Alcida cambiò rotta e si allontanò evitando ogni attracco al fine di guadagnare tempo mentre gli ateniesi tornarono a Lesbo per sopire gli ultimi focolai di ribellione.

## Dibattito ad Atene
Dopo aver sottomesso definitivamente Lesbo, Pachete inviò la maggior parte del proprio esercito ad Atene ed insieme ad esso riportò quei cittadini di Mitilene che aveva ritenuto essere i maggiori responsabili della rivolta; quanto al comandante spartano Saleto, secondo alcuni, fu immediatamente giustiziato mentre, secondo altri, fu usato come messaggero per indurre gli spartani a ritirarsi da Platea.
Non appena i prigionieri giunsero ad Atene, fu riunita l'ecclesia per il dibattito sulla sorte di Mitilene e dei suoi abitanti; tale dibattito, durato oltre due giorni fu uno dei più noti nel corso della storia ateniese ed è divenuto oggetto di intensi studi ed analisi volte a chiarire sia le circostanze della rivolta sia la situazione politica dell'epoca.

### Racconto di Tucidide
La fonte principale in merito è lo storico ateniese Tucidide il quale trascrisse anche alcuni degli interventi tenuti dai principali partecipanti nel corso della seconda giornata mentre gli eventi del primo giorno sono riportati in forma riassuntiva.
Infatti, nel corso del primo giorno di discussione, gli Ateniesi decisero, spinti dall'ira per la rivolta, dai costi da loro sostenuti e dal timore corso poco tempo prima nel corso dell'invasione peloponnesiaca, di condannare a morte l'intera popolazione maschile di Mitilene e di destinare alla schiavitù donne e bambini, come monito per ogni ribelle. In conformità a tale decisione, inviarono una trireme a Mitilene per avvisare Pachete della decisione presa.
Il giorno seguente, tuttavia, considerata la gravità del provvedimento appena approvato, diversi cittadini cominciarono ad avere dei ripensamenti e a chiedere un riesame della situazione; consapevoli di tali rimostranze, la delegazione di Mitilene chiese ai pritani di convocare una seconda assemblea e la richiesta fu accolta.
Immediatamente l'assemblea si spaccò a metà tra oppositori e sostenitori del provvedimento di condanna approvato il giorno precedente; tra questi ultimi, Tucidide introduce il personaggio di Cleone, principale portavoce dello schieramento più oltranzista e guerrafondaio, notevole per la violenza del suo carattere e per la grande influenza sulla popolazione.
(Tucidide, Guerra del Peloponneso, III, 37, Incipit del Discorso di Cleone.)
Primo a parlare è Cleone il quale, partendo dal presupposto che l'impero ateniese non può reggersi se non mediante l'imposizione di un rapporto di sudditanza agli alleati, argomenta che l'applicazione coerente della legge, anche qualora appaia ingiusta, è l'unico modo per garantire l'ordine: dal momento che l'intera popolazione di Mitilene si era ribellata ad Atene, l'intera città deve subire la condanna.
Cleone, quindi, descrive apertamente il governo ateniese come tirannia ed obietta che chiunque intenda parlare a favore dei Mitilenensi non solo risulta incapace di comprendere tale realtà, ovvero che è impossibile mantenere unito l'impero con la compassione, ma potrebbe anche essere stato corrotto dagli stessi ribelli. Quanto allo status privilegiato un tempo garantito agli abitanti di Mitilene, Cleone obietta che l'intera città ha supportato la rivolta e che la punizione inflitta è necessaria per evitare che altri possano seguirne l'esempio.
Dopo Cleone, Tucicide riporta il discorso di Diodoto, identificato in Diodoto, figlio di Eucrate, collaboratore di Pericle che si era opposto alla decisione assunta contro Mitilene anche il giorno precedente.
(Tucidide, Guerra del Peloponneso, III, 42, Incipit del Discorso di Diodoto.)
Dapprima, Diodoto confuta le accuse mosse da Cleone contro coloro che avrebbero parlato dopo di lui, sostenendo che altrimenti l'assemblea si sarebbe privata di saggi consigli e che l'essenza stessa della democrazia ne avrebbe avuto danno; poi contesta l'opinione di Cleone secondo cui una punizione severa costituisce un monito onde prevenire ulteriori rivolte, affermando che una punizione eccessivamente dura avrebbe come esito, nel caso la rivolta potesse fallire, un irrigidimento dell'atteggiamento dei ribelli, laddove una sanzione più mite non farebbe altro che consentire loro un riesame della situazione e quindi una pacifica sottomissione.
Inoltre, non allontanandosi da motivi di opportunità, Diodoto ricorda ai cittadini che non siedono in un tribunale ma in un'assemblea politica dedicata ad esaminare quale azione sia più utile ad Atene stessa ed in ogni caso rigetta l'argomentazione adotta da Cleone secondo cui le azioni di taluni oligarchi si riflettano su quelle della popolazione ed infine ricorda che una sanzione eccessiva alienerebbe molti consensi ad Atene e potrebbe pregiudicare l'andamento della guerra.

### Analisi moderna dei discorsi di Tucidide

#### Autenticità degli interventi
Come per tutti gli interventi registrati da Tucidide, la corrispondenza dei Discorsi di Cleone e Diodoto con gli originali, effettivamente pronunziati in assemblea, è oggetto di accese discussioni tra gli studiosi.
(Tucidide, Guerra del Peloponneso, I, 22)
Infatti, dall'analisi del passaggio 22 del primo libro in cui l'autore espone la propria metodologia, vari storici hanno raggiunto la conclusione che Tucidide mantenga il contenuto delle orazioni reinterpretando la forma scritta mentre, secondo altri, l'autore si sarebbe limitato a registrare il concetto espresso dagli oratori per poi ricostruire interamente i discorsi mentre risulta ancora più controversa è la datazione della stesura dei singoli interventi.

#### Popolarità dell'impero ateniese
Ulteriori spunti di discussione, infine, sono derivati dal discorso di Diodoto, in particolar modo dalla frase seguente:«Attualmente il popolo, in ogni città, guarda a voi con favore, non concede il suo appoggio quando il partito aristocratico organizza una sedizione o, se è costretto con la forza, si schiera subito ostile contro i ribelli. Per cui voi, fin dall'inizio della guerra di repressione potete contare, all'interno della città in rivolta, su un alleato: il suo stesso popolo.»
Oggetto della discussione è il fatto se tale affermazione si possa effettivamente riferire alla situazione di Mitilene: infatti, G.E.M. de Ste. Croix accoglie tale ipotesi argomentando l'ammutinamento della popolazione come prova effettiva vicinanza ideologica agli ateniesi, altri ribattono che l'episodio fu dettato dalla disperazione mentre Daniel Gillis osserva che la popolazione non necessariamente si sarebbe arresa in altre circostanze e che in ogni caso nutriva fiducia nella sua sorte tanto da considerare la resa come valida alternativa.
In ogni caso, sia Donald Kagan sia Ronald Legon hanno sottolineato che, quali che siano i sentimenti dei Mitilenensi, il popolo non aveva mai mostrato un sentimento rivoluzionario tale da prevenire ai governanti l'ipotesi della distribuzione delle armi: in altri termini, i governanti confidavano che il popolo avrebbe continuato ad appoggiare la rivolta nel momento in cui decisero di distribuire le armi.

## Conclusione
Terminata la discussione, l'assemblea decise, a stretto margine, di ribaltare la decisione già presa e si decise di inviare una seconda trireme per avvisare Pachete; la trireme, provvista di ogni dono da parte dei rappresentanti di Mitilene, navigò giorno e notte, e giunse appena in tempo per evitare l'esecuzione dello sterminio.
In ogni caso, Cleone, vistosi sconfitto, presentò una seconda mozione in cui chiedeva che venissero giustiziati quei mille prigionieri spediti ad Atene da Pachete, con l'accusa di essere gli istigatori e i maggiori responsabili della rivolta e questa volta ottenne soddisfazione; oltre a ciò fu disposto che il territorio di Lesbo, con l'eccezione di Metimna, fosse diviso in tremila lotti, trecento dei quali furono consacrati agli dei e gli altri affittati a coloni ateniesi, e che, infine, le città della Ionia soggette a Lesbo subissero l'occupazione ateniese.
Tale decisione costituiva per Atene la soluzione di diversi problemi: la guarnigione avrebbe garantito la lealtà dell'isola e allo stesso tempo permesso ad Atene di inviare al lavoro cittadini sfollati, alleviando la sovrappopolazione di Atene stessa. Il presidio fu rimpatriato nel 420 a.C. circa, ma nel 412, poco dopo il disastro di Siracusa, Lesbo fu tra le prime isola a defezionare da Atene.
Quanto a Pachete, Plutarco riporta che si suicidò nel corso di un processo a suo carico dopo aver tenuto il comando a Mitilene e Donald Kagan ha interpretato l'aneddoto scrivendo che Pachete, un moderato, fu perseguito da Cleone (o comunque da un altro politico della fazione più guerrafondaia), che disapprovava la decisione di non impegnarsi in uno scontro con la flotta peloponnesiaca del navarca Alcida.